# The G
The G ist ein Mystery-Thriller von Karl R. Hearne. Im Film spielt Dale Dickey in der Titelrolle eine Großmutter, die erst ihr Haus verliert und dann in ein Pflegeheim kommt und sich an allen rächt, die sie hierfür verantwortlich macht. Die Premiere von The G fand im November 2023 beim Tallinn Black Nights Film Festival statt. Ende November 2024 kam er in die kanadischen Kinos.

## Handlung
Um näher bei ihrer Familie zu sein, zogen Ann Hunter und ihr Ehemann Chip vor zehn Jahren um. Weil ihnen vorgeworfen wird, ihre Vermögensverhältnisse nicht korrekt angegeben zu haben, wird ihnen ihr Haus und ihr anderer Besitz gerichtlich entzogen, und sie werden in eine gefängnisähnliche „Altenpflegeeinrichtung“ gesteckt.

## Produktion

### Regie und Drehbuch
Regie führte Karl R. Hearne, der auch das Drehbuch schrieb. Es handelt sich bei The G um seinen zweiten Spielfilm nach Touched. Als Vorlage für Ann Hunter diente dem Regisseur seine eigene Großmutter, auch wenn die Geschichte selbst erfunden ist. „Sie war jemand, den ich immer sehr bewunderte. Sie war eine sehr, sehr harte Frau“, so Hearne über sie.

### Besetzung
Dale Dickey, bekannt aus Filmen wie Leave No Trace und A Love Song, spielt in der Titelrolle die Großmutter Ann Hunter. Greg Ellwand spielt Anns chronisch kranken Ehemann Chip und Romane Denis ihre Enkelin Emma. Sie war zuvor in einer Reihe von Fernsehserien zu sehen, darunter Nouvelle Adresse, Subito Texto, Nomades und Les Pays d'en Haut, aber auch in Filmen wie Mein Jahr in New York von Philippe Falardeau und in einer Hauptrolle in Slaxx von Elza Kephart. In weiteren Rollen sind Bruce Ramsay als Anns gesetzlicher Vormund Rivera, Jonathan Koensgen, Roc Lafortune und Anthony Jones Nestoras zu sehen.

### Marketing und Veröffentlichung
Der erste Trailer wurde Mitte Oktober 2023 vorgestellt. Die Premiere von The G fand am 11. November 2023 beim Tallinn Black Nights Film Festival statt. Ende Februar, Anfang März 2024 wurde der Film beim Glasgow Film Festival gezeigt. Im April 2024 wurde er beim Reims Polar crime-film festival vorgestellt. Anfang Juli 2024 wurde The G beim Filmfest München gezeigt und im weiteren Verlauf des Monats beim Fantasia International Film Festival. Im Oktober wurde der Film beim Newport Beach Film Festival gezeigt. Ende November 2024 kam The G in die kanadischen Kinos und am 27. Juni 2025 in ausgewählte US-Kinos.

## Rezeption

### Kritiken
Von den bei Rotten Tomatoes aufgeführten Kritiken sind alle positiv bei einer durchschnittlichen Bewertung mit 7,3 von 10 möglichen Punkten.
Wendy Ide schreibt in ihrer Kritik bei screendaily.com, die vielseitige Charakterdarstellerin Dale Dickey beweise einmal mehr, dass sie zu den Besten gehört, die derzeit arbeiten, und mehr als fähig ist, einen Film zu tragen. Weiter erinnert Ide daran, wie wenige Rollen es für ältere Frauen gibt, geschweige denn solche, die die Konventionen und Annahmen/Vorurteile über das Altern von Frauen so nachdrücklich zerstören. Thematische weise der Film eine Ähnlichkeit mit I Care a Lot auf, in dem eine von Rosamund Pike gespielte Frau alte Menschen um ihre Ersparnisse betrügt.

### Auszeichnungen
Bari International Film Festival 2024
- Auszeichnung als Beste Schauspielerin im Internationalen Wettbewerb (Dale Dickey)[9]

Fantasia International Film Festival 2024
- Lobende Erwähnung der Jury beim Directors Guild of Canada Award (Karl R. Hearne)[10]

Reims Polar crime-film festival 2024
- Nominierung in der Sektion Sang Neuf[11]